# Капітолійський комплекс Чандіґарга
Капітолійський комплекс Чандіґарга, розташований у 1-му секторі міста Чандігарх в Індії, є урядовим комплексом, який побудували за проєктом архітектора Ле Корбюзьє та внесеним до списку Світової спадщини ЮНЕСКО. Він розкинувся на площі близько 100 акрів і є візитною карткою архітектури Чандіґарга. Він складається із трьох будівель: Палацу зборів або Законодавчих зборів, будівлі Секретаріату та Верховного суду, а також чотирьох пам'ятників (Пам'ятник відкритої долоні, Геометричний пагорб, Вежа тіней і Пам'ятник мученикам) та озера. У 2016 році разом із шістнадцятьма іншими роботами Ле Корбюзьє його було занесено до списку Світової спадщини ЮНЕСКО за внесок у розвиток модерністської архітектури.
Ле Корбюзьє побудував Вежу Тіней таким чином, щоб жоден сонячний промінь не потрапив у неї під будь-яким кутом. Північна бік цієї вежі залишається відкритим, тому що сонце ніколи не світить з цього напрямку. Ле Корбюзьє використовував той самий принцип для інших будівель Капітолійського комплексу.

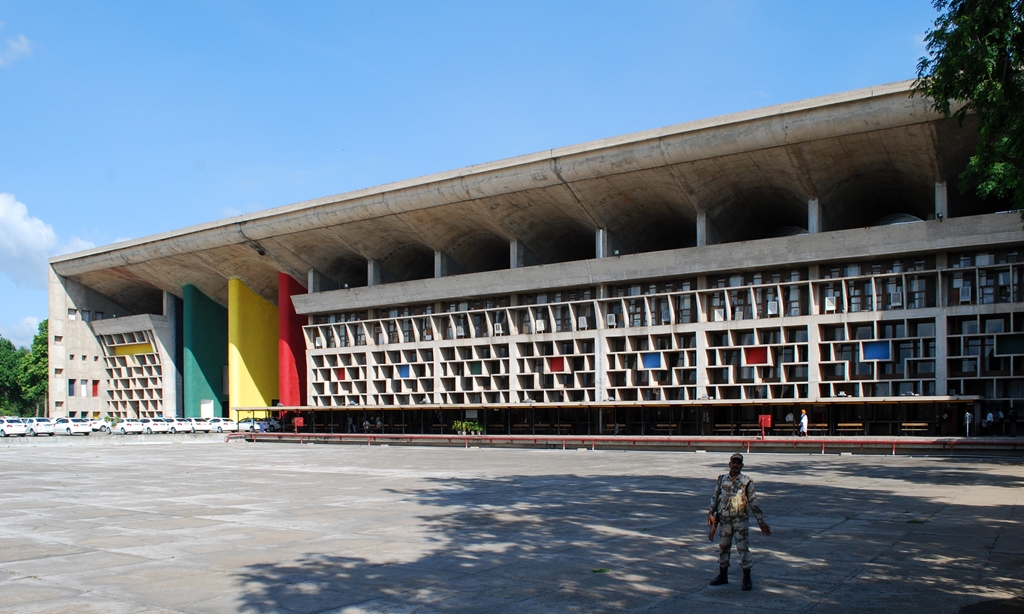
Вищий суд Пенджабу та Гар'яни або Палац правосуддя
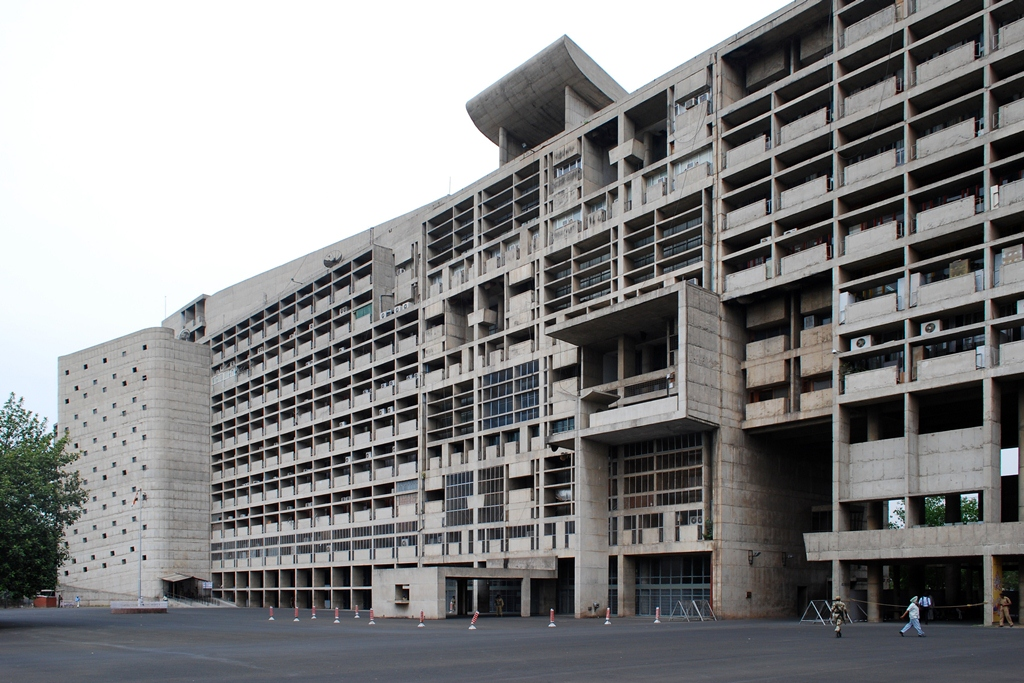
Будівля секретаріату
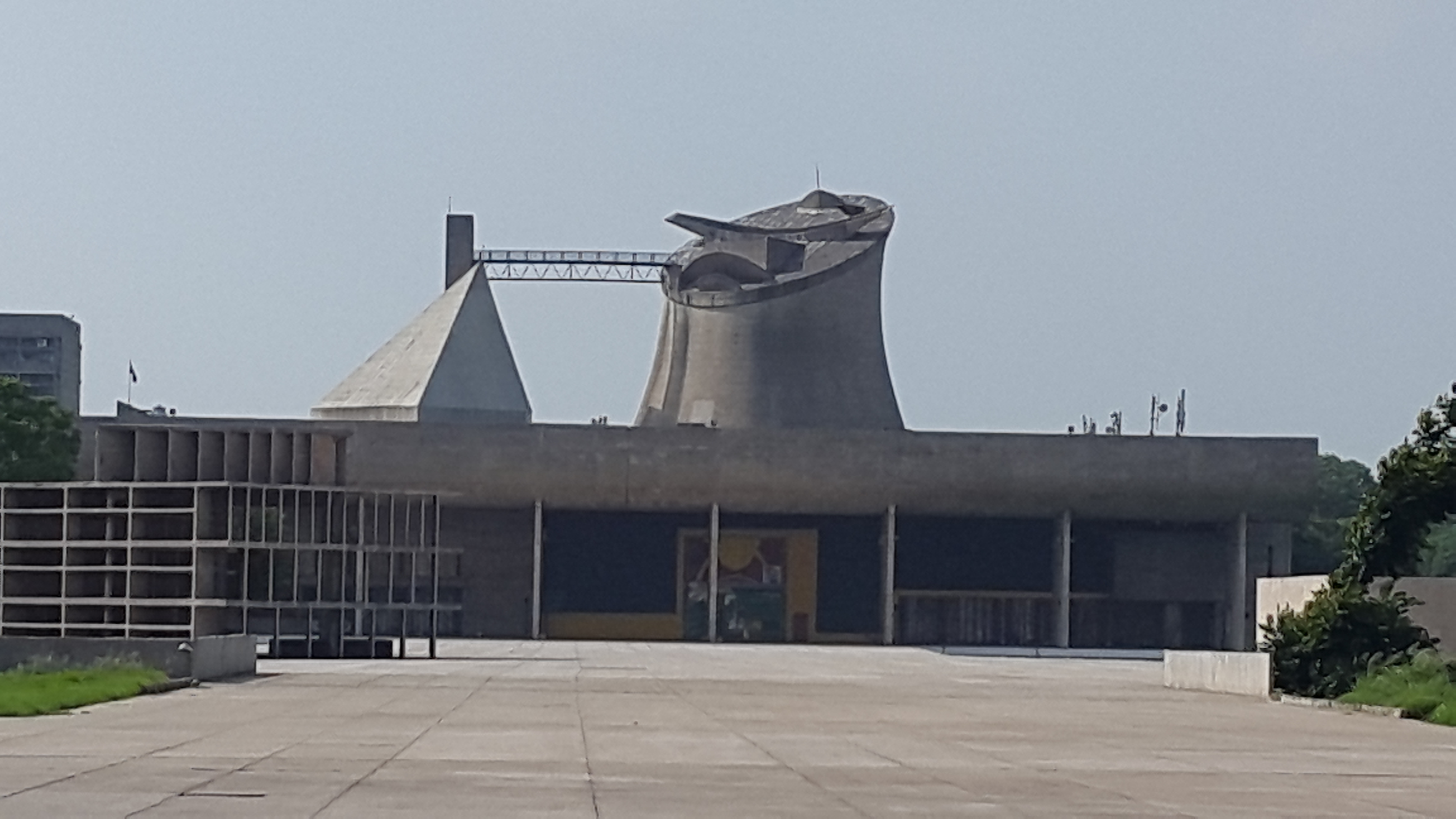
Палац зборів
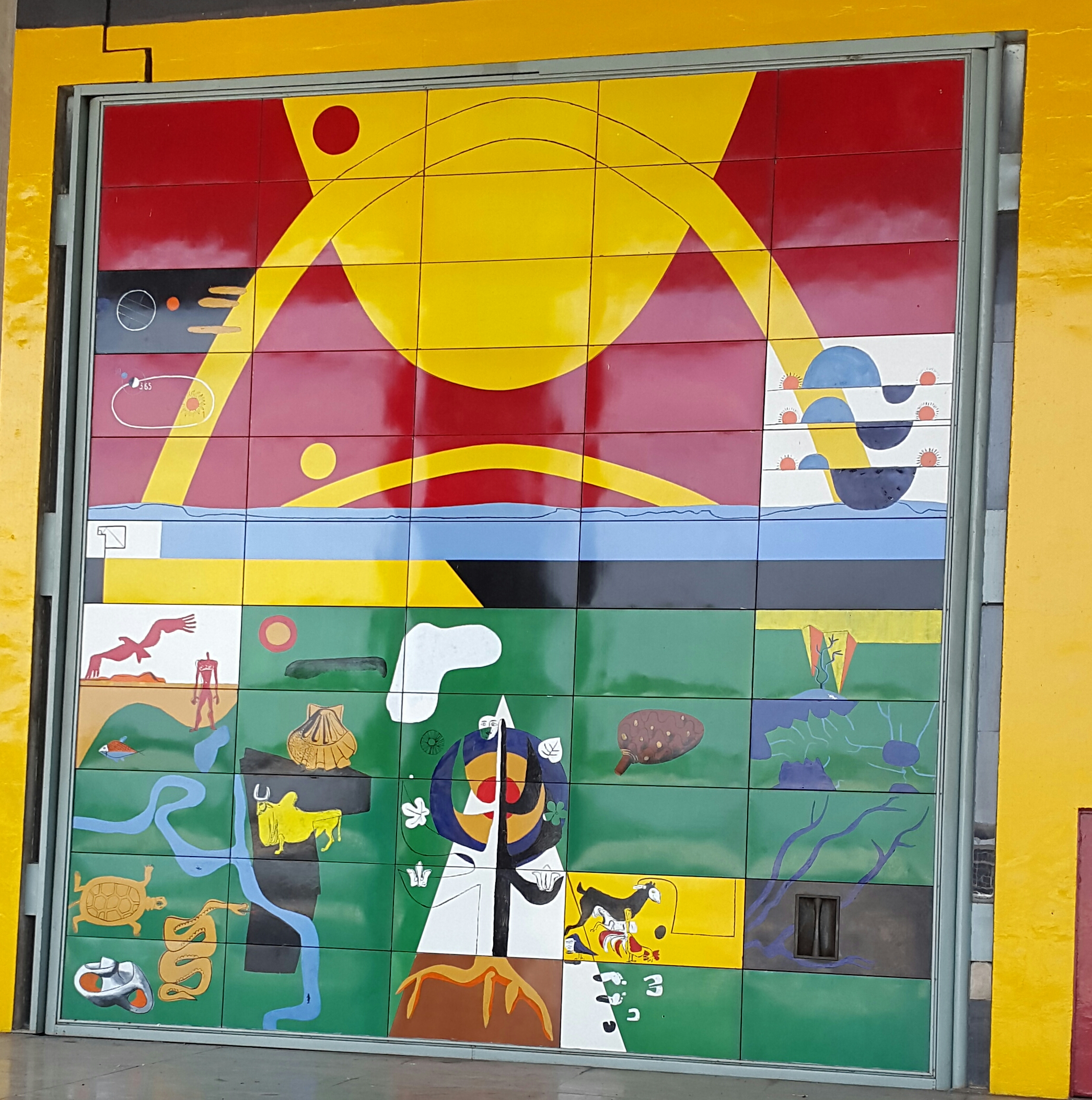
Вхідні ворота до Палацу зборів
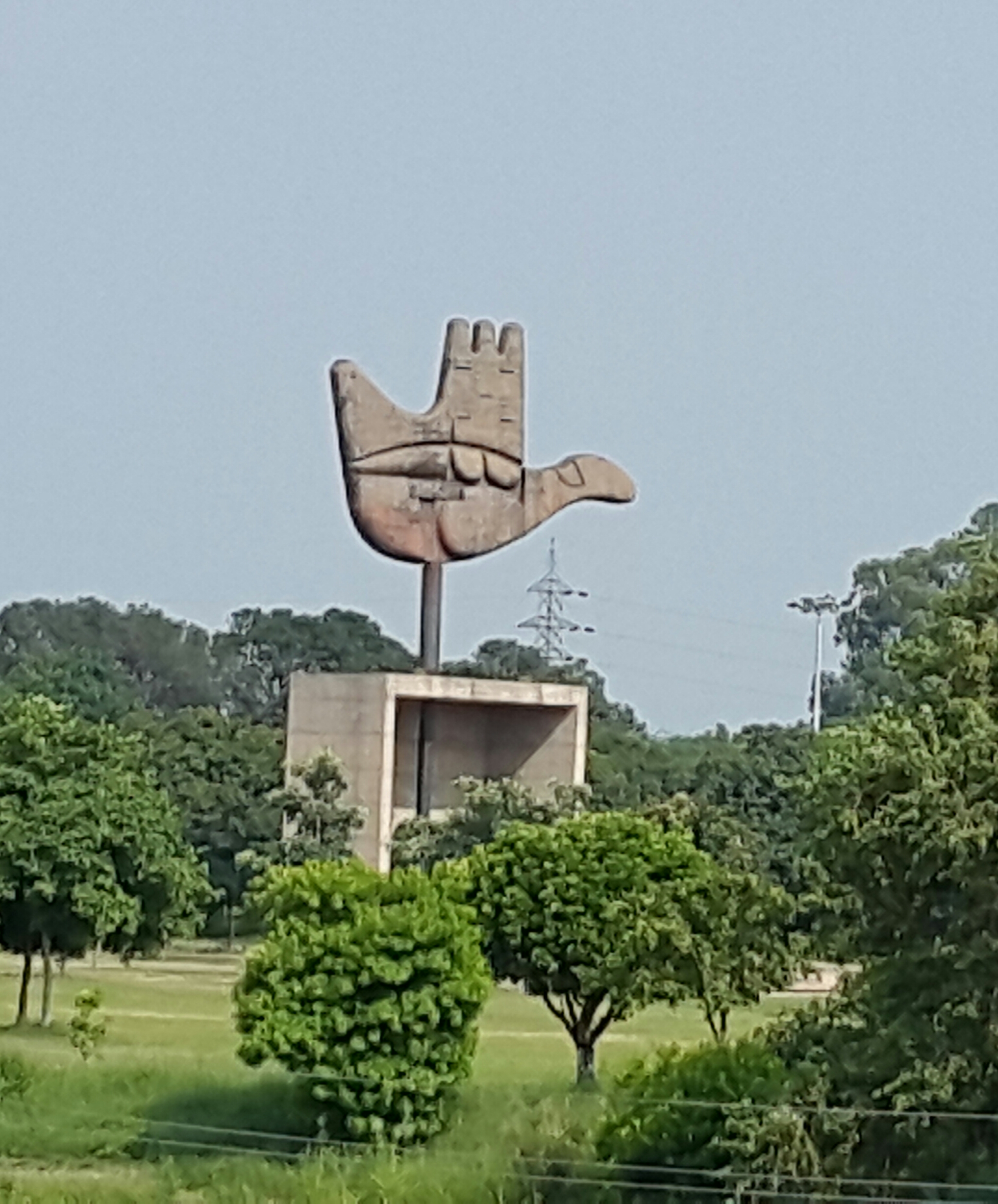
Пам'ятник відкритої долоні
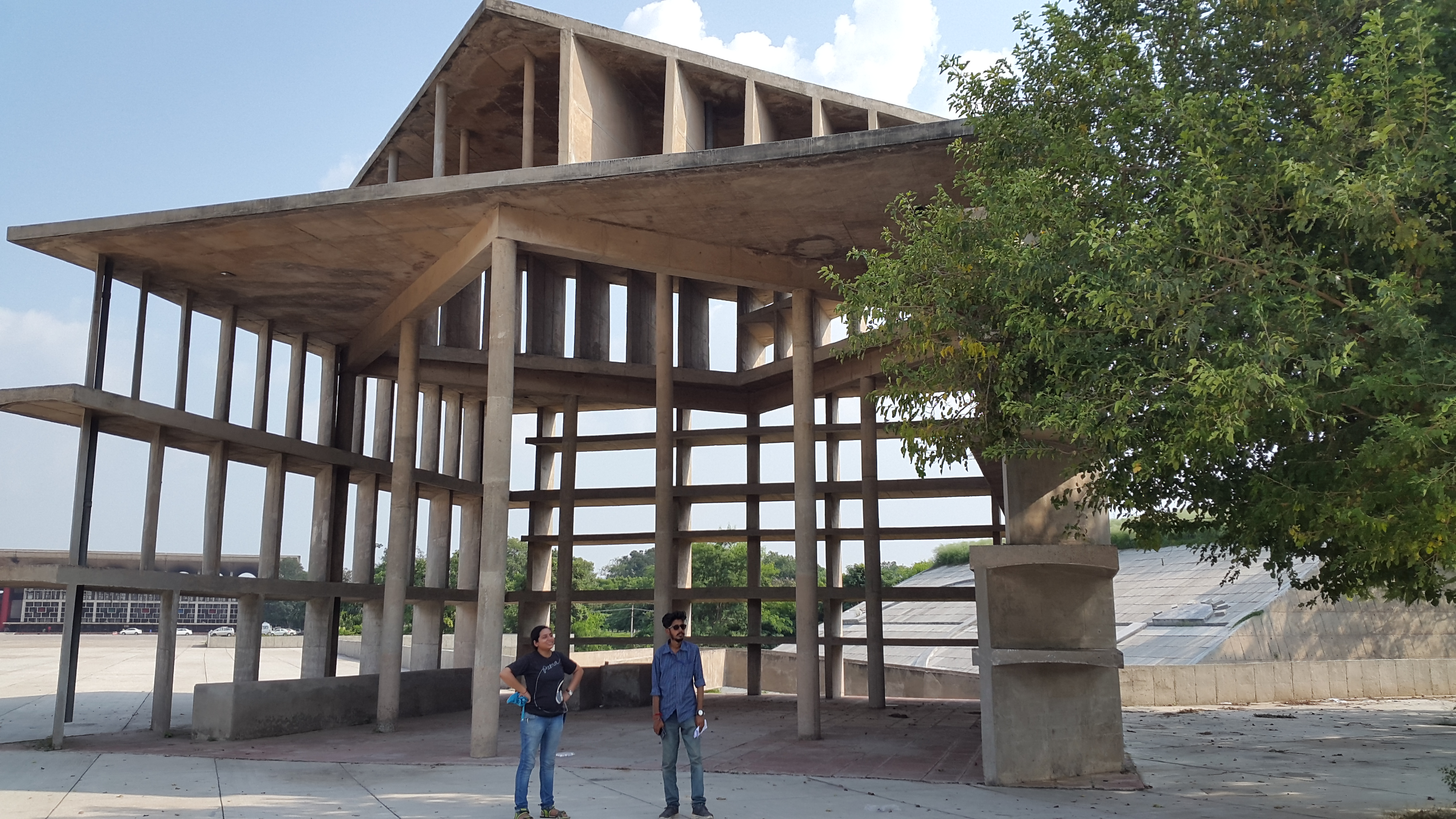
Вежа тіней
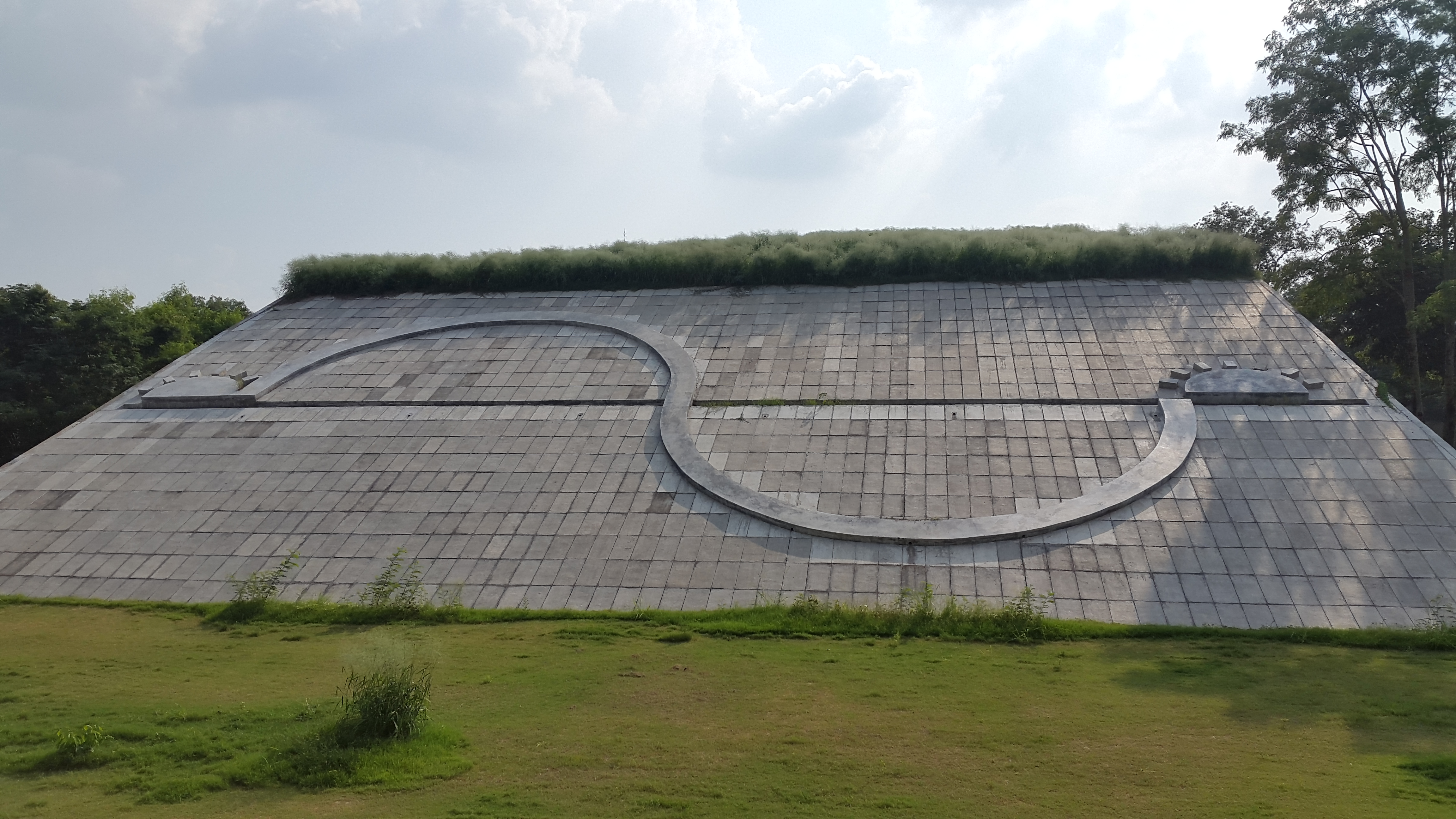
Геометричний пагорб
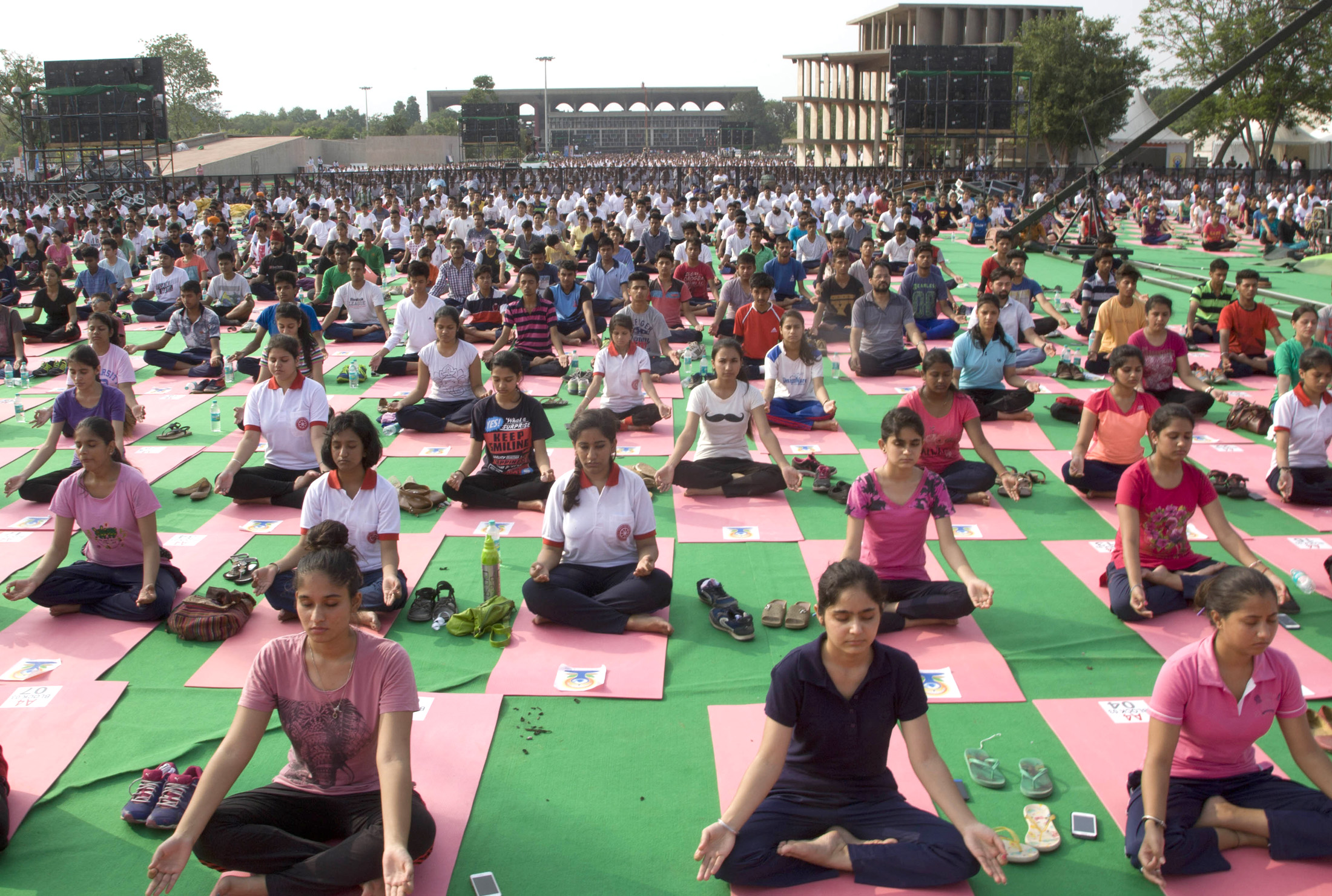
Другий Міжнародний день йоги в Капітолійському комплексі, 2016 р.